# Cryptoblepharus exochus
Espèce
Cryptoblepharus exochus est une espèce de sauriens de la famille des Scincidae.

## Répartition
Cette espèce est endémique du Territoire du Nord en Australie.

## Étymologie
Le nom spécifique exochus vient du latin exochus, remarquable ou éminent, en référence au caractère distinctif de ce saurien par rapport aux autres espèces du genre Cryptoblepharus.

## Publication originale
- Horner, 2007 : Systematics of the snake-eyed skinks, Cryptoblepharus Wiegmann (Reptilia: Squamata: Scincidae) - an Australian based review. The Beagle Supplement, vol. 3, p. 21-198.